# 皱褶鳄属
皺褶鱷（學名：Rugosuchus）是種已滅絕中真鱷類，屬於新鱷類，生存於白堊紀早期的中國。化石包含：一個大部分頭骨、一個大部份的骨骼、另一副則包含部份骨盆與脊椎。皺摺鱷是由吳肖春等人在2001年命名，模式種是農安皺摺鱷（R. nonganensis）；屬名意為「有縐紋的鱷魚」，意指其表面不平的上頜骨。皺摺鱷被命名時，是當時中國東北部最完整的鱷形類化石，也是當地第二個發現的鱷形類。

## 發現與歷史
皺摺鱷的模式標本（編號IGV 33）是一個大部分頭骨。吳肖春等人將兩個其他標本歸類於此屬。編號IGV 31標本，包含大部分骨骼，只缺少頭骨與大部分四肢；編號IGV 32標本，包含三節脊椎、部分骨盆、股骨碎片。在1958年，一次針對松遼平原的石油地質調查發現這些化石，但許多年來未曾研究過。發現地點位於中國吉林省農安縣伏龍泉鎮，化石所處的地層仍未確定，可能屬於嫩江組。嫩江組的年代仍在爭議中，但根據當地的介形綱、雙殼綱、與魚類化石，皺摺鱷的年代屬於白堊紀早期。
根據骨頭的瘉合狀態，皺摺鱷的模式標本是個成年個體。這個頭骨的長度為28公分，寬度為13公分。上頜骨的側邊有獨特、延長的凹處，位在第9或10顆牙齒處。如同其他鱷形類，皺摺鱷的其他頭骨表面也是凹突不平。每塊前上頜骨有5顆牙齒，每塊上頜骨有16或17顆牙齒，牙齒間的間隔寬。
吳肖春等人根據齶骨，認為皺摺鱷不屬於真鱷類；但從多於兩排的皮內成骨鱗甲，以及鱗甲的形狀，可知牠們比稜角鱗鱷等鱷形類，更接近真鱷類。他們認為皺摺鱷類似伯尼斯鱷、沙漠鱷、以及一種發現於玫瑰谷地區的未命名鱷形類，但沒有上述物種衍化。在2008年的一份親緣分支分類法研究，皺摺鱷與未命名的玫瑰谷鱷形類被分類於真鱷類，比伯尼斯鱷衍化。